# Vito Corleone
Vito Andolini, conegut popularment com a Vito Corleone, és un personatge fictici i un dels protagonistes de la novel·la El padrí de l'escriptor italoestadounidenc Mario Puzo. A més, el personatge ha aparegut al cinema en les dues primeres pel·lícules de la trilogia El padrí i en la sèrie de televisió The Godfather Saga, basades en l'obra literària de Puzo i dirigides pel productor i director cinematogràfic Francis Ford Coppola entre 1972 i 1977.
Vito Corleone o Don Vito reflecteix la viva imatge de nombrosos personatges històrics de la màfia com Frank Costello. Així mateix, representa el cap de la màfia siciliana radicada als Estats Units des de 1945 fins a 1954.
Al llarg de la trama, se'l representa com un personatge astut, adulador, divertit i cruel, així com un reeixit home de negocis. Alguns crítics de literatura el descriuen com:
| « | Don Corleone és un gran líder, rude, home que situa l'amistat, la lleialtat, i la família al capdamunt de la llista de virtuts, que té un codi d'honor i vergonya, cosa que el fa menysprear el tràfic de drogues, i que valora la seva paraula mantenint-se en una antiga moralitat sexual. | » |

A més, és considerat per alguns com l'encarnació del somni americà que amb el temps pateix una transformació i es converteix en justicier de les masses i vindicador dels valors familiars.
Quan Puzo va publicar la novel·la el 1969 es va convertir en la seva obra mestra; de fet, el llibre va romandre 67 setmanes com supervendes als Estats Units i al llarg dels anys es van vendre aproximadament més de 21 milions de còpies. Igualment, la primera pel·lícula de Coppola va obtenir guanys que van arribar als 150 milions de dòlars en el primer any de llançament, convertint-se en un dels films amb els ingressos més alts de la seva època.

## Perspectiva
Vito és un cap de la màfia per naturalesa, amb la capacitat de manipular la psicologia dels seus adversaris i de reclutar nous aliats. Al seu costat els seus socis són el seu pàl·lid reflex, semblen cruels, nimis, o trivials i bruts. Fins i tot i el seu fill Michael, la persona més propera, amb els seus tremends èxits, no surt ben parat d'aquesta comparació, ja que li falta calidesa i alegria per viure. Potser com va dir Sollozzo referint-se a Vito, «el vell s'està estovant» però tot i encara això fos cert (i només sobreviu per pura casualitat a l'atac d'un assassí) posseeix tota la prestància per ser El padrí. És savi, intel·ligent, cognitiu, i mitjançant la seva eloqüència és capaç de convèncer sense necessitat de bales. El seu personal estil de vida, el qual és la seva virtut més destacada, eclipsa el seu fill. Encara que és un criminal rude i violent, també és un pare tendre i un marit afectuós. La seva tendresa és la paradoxa que converteix el seu personatge en un ésser excepcional.
En els seus últims anys apareix relaxat, juganer i fins rialler. Ha tingut una vida rica i plena, guanyant-se un retir en calma. En la seva joventut, quan és representat per Robert De Niro, és afectuós i atent, però també callat i intens. A diferència de Michael, el seu fill, no deixa que aquesta intensitat el consumeixi. Mai se sent en conflicte per les dues accepcions de «família» -la de la sang i la del crim-, i mai no se sent atribolat per les seves activitats. Només es va sentir afligit quan Michael va assassinar Sollozzo. És un home treballador, encara que a la fi del dia troba l'oportunitat per passar una estona en companyia de la seva família. En resum, és descrit com un pare exemplar i un Padrí ideal, cosa que el converteix en un model difícil d'imitar pels seus fills.

## Inspiració
El personatge de Vito Corleone està basat en diverses personalitats de la màfia i de el crim organitzat dels Estats Units com Meyer Lansky, Lucky Luciano i Bugsy Siegel. Això no obstant, s'ha rumorejat que la font primordial d'inspiració va ser el criminal Frank Costello. En una entrevista, Puzo va admetre que durant la creació de la seva novel·la va realitzar investigacions en una biblioteca sobre tot el referent al crim i la violència en el Nova York d'inicis del segle xx, així com també sobre els conflictes i de la guerra entre les cinc famílies més poderoses de la màfia en 1940.
Existeixen nombrosos paral·lelismes entre Frank Costello i Vito Corleone. Costello tenia la veu aspra a causa d'una operació de gola que va tenir durant la seva joventut, característica semblant a la de Vito, qui havia rebut un tret a la gola i mai va arribar a recuperar-se de el tot. Marlon Brando va declarar que va intentar imitar la veu de Costello en la seva interpretació de el personatge de Corleone i que es va basar en el judici televisat de la comissió Kefauver, on el criminal va realitzar diverses declaracions amb veu esgargamellada. Igualment, quan De Niro va protagonitzar a Vito, va estudiar reiteradament la manera de parlar de Brando en la primera pel·lícula de la saga, amb l'objectiu d'aconseguir una veu més greu i propera a un murmuri.
Una altra semblança que comparteixen els dos personatges és que el seu poder provenia de diversos jutges, oficials de policia i polítics corruptes als quals tenien a la butxaca i que manipulaven per obtenir qualsevol benefici que concordés amb els seus propòsits criminals. Així mateix, Costello va ser conegut com El Primer Ministre de l'Hampa, sent el seu major negoci el contraban i el joc. De fet, tenia màquines il·legals al llarg de tot el país, ensems que diversos interessos en casinos de Las Vegas. A la novel·la, el major negoci de Vito Corleone era el joc, a el mateix temps que era considerat el cap de la família criminal dels Corleone, no només una de les més poderoses famílies mafioses de Nova York, sinó de país. És descrit com un ambiciós immigrant italià que es muda a Hell 's Kitchen i construeix un imperi mafiós regit per un estricte codi d'honor de la seva autoria. El seu fill menor, Michael Corleone, es converteix en el Don després de la seva mort a la fi del llibre. Té dos fills, Santino "Sonny" Corleone i Fredo Corleone; i també una filla, Connie Corleone. Tots ells tenen un important paper en la història. També adopta un altre fill, Tom Hagen, qui creix i es converteix en el consigliere de la família.

## Representacions

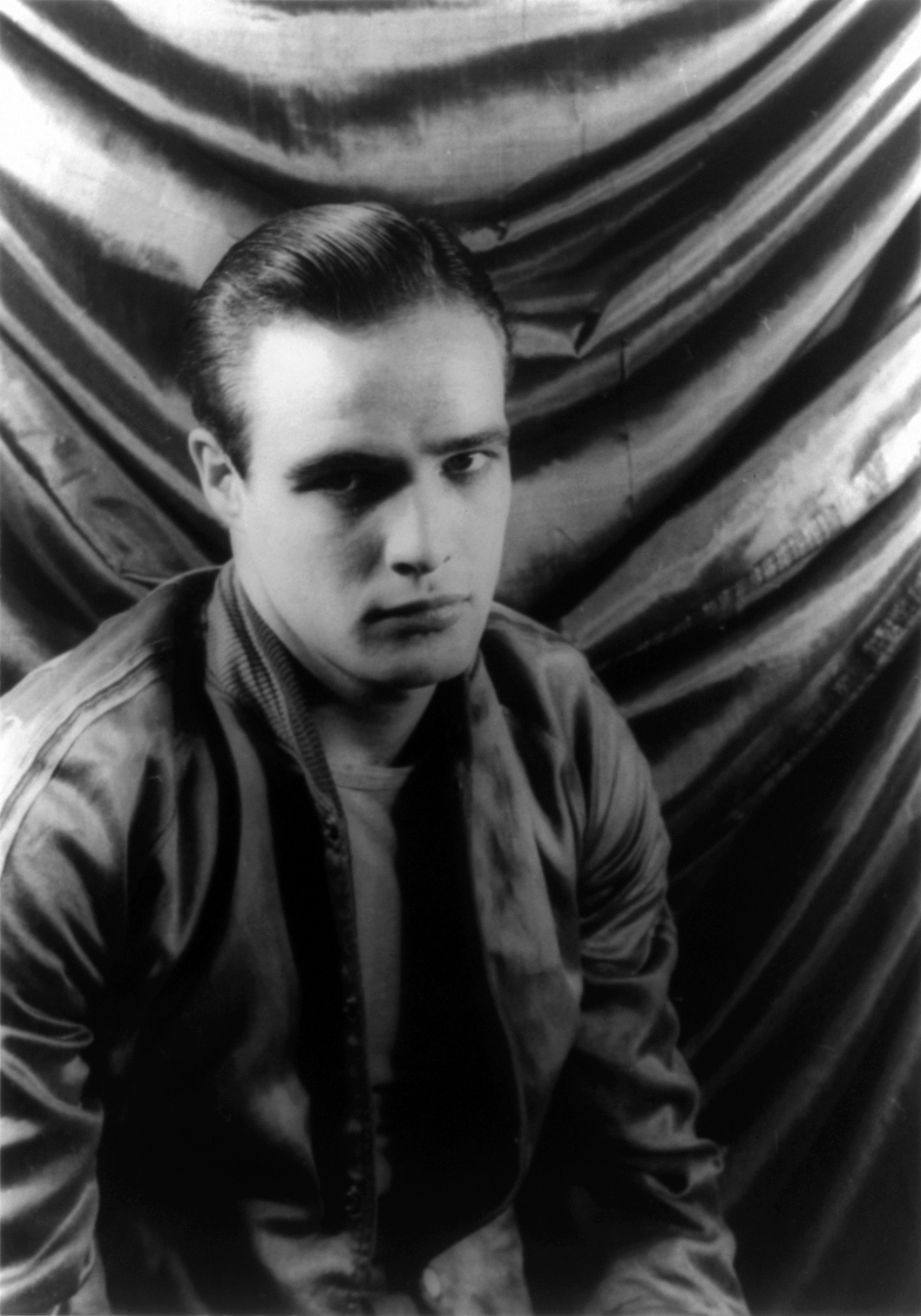
Marlon Brando, (1948) actor que representà Don Vito en El padrí.

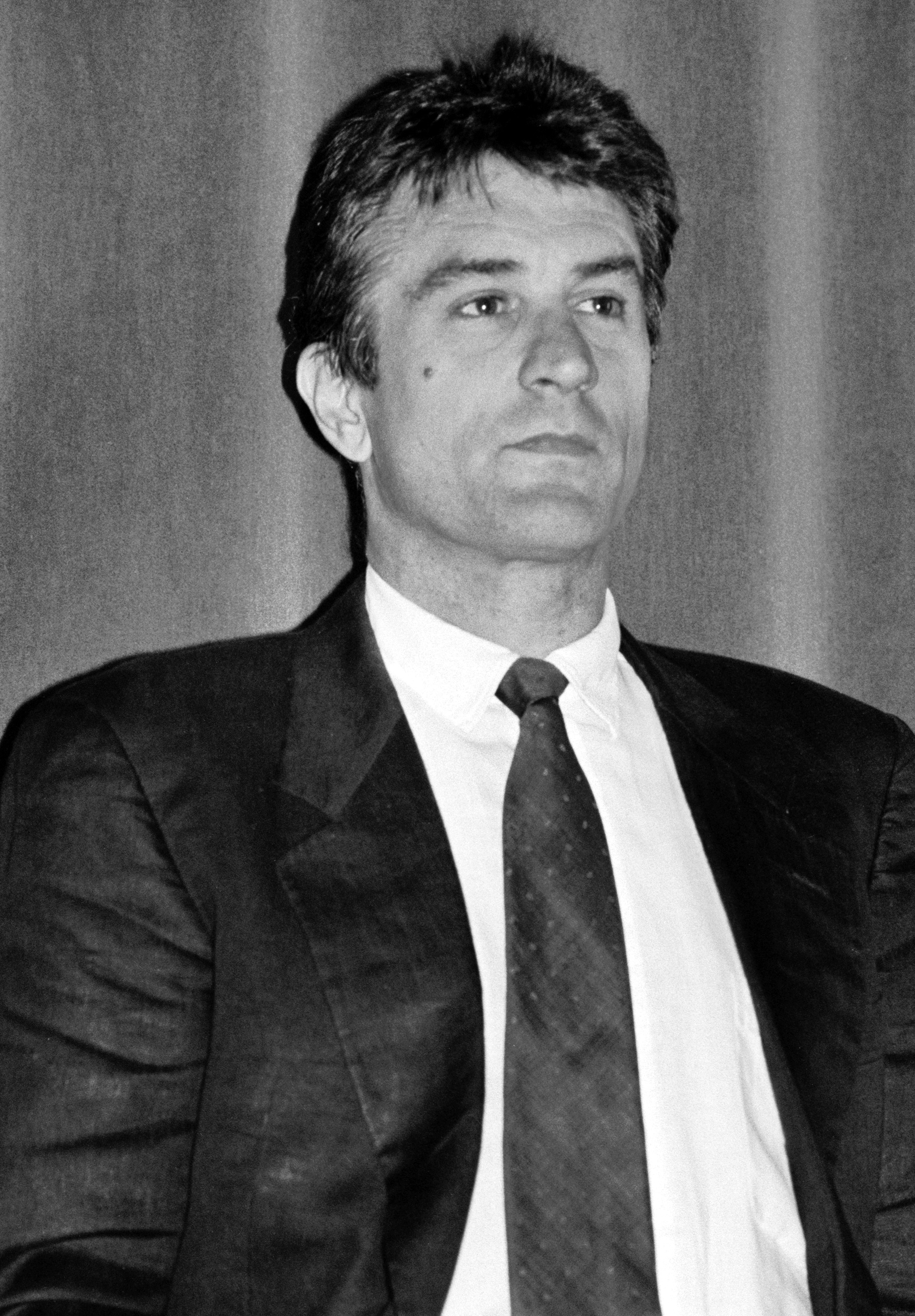
Robert De Niro, (1988) actor que representà Don Vito en El padrí II.

El personatge de Vito Corleone ha estat representat en tres ocasions en la indústria del cine. Inicialment, va ser personificat per l'actor nord-americà Marlon Brando, en la primera pel·lícula de la trilogia El padrí (1972), on es relaten els seus últims anys de vida. Posteriorment, el va interpretar Robert De Niro en el film El padrí II, que tracta sobre els seus anys de joventut, i en la mateixa pel·lícula també va ser interpretat per l'actor italià Oreste Baldini en el període de la seva infantesa.

Icona de creu i fils de titellaire que es fa servir en els cartells publicitaris de les pel·lícules d'El Padrí.

Finalment, va ser dut a les llars en la sèrie de televisió The Godfather Saga (1977), que és un muntatge en ordre cronològic de les dues primeres pel·lícules d'El Padrino. A la segona pel·lícula es va proposar a Brando que executés algunes escenes com Vito, però l'actor demandava un sou massa alt i la productora de cinema Paramount es va negar a pagar aquesta quantitat. D'aquesta manera, la presència del vell Don va ser simbòlica.
És l'únic personatge real o imaginari juntament amb el Joker que ha aconseguit que dos actors diferents siguin creditors del premi Oscar en la història de cinema. El primer premi de l'acadèmia cinematogràfica va ser per a Marlon Brando en la categoria de millor actor en la pel·lícula original i el segon va ser per a Robert De Niro en la categoria de millor actor de repartiment en la seqüela. No obstant això, Brando no va reclamar el seu premi en protesta de les violacions dels drets civils dels aborígens nord-americans, convertint-se en el segon i, fins ara, últim actor a rebutjar aquest guardó.

## Biografia

### Primers anys
Vito Corleone, originalment anomenat Vito Andolini, va néixer el 7 de desembre de 1892, al petit poble de Corleone, situat a la regió de Sicília. En el món real, el poble de Corleone, igual que la ciutat costanera de Castellammare del Golfo, són considerats per alguns com els llocs de procedència dels més prolífics mafiosos. D'acord amb la cronologia de la saga d'El padrí, en l'any de 1901, quan Vito tenia nou anys, va patir la pèrdua primerenca del seu pare, Antonio Andolini, assassinat perquè va insultar i va criticar a un dels líders locals de la màfia, anomenat Don Ciccio. En aquesta època, Don Ciccio tenia el domini d'aquell territori i va decidir enviar els seus homes a assassinar Andolini. Després de el tràgic succés, el germà gran de Vito, anomenat Paolo, va jurar venjar la mort del seu pare i va fugir a les muntanyes amb el motiu de matar el senyor Ciccio; però malauradament va morir en l'intent a mans dels seguidors d'aquest. En aquest moment de desesperació la Signora Andolini va resoldre acudir a la residència del botxí del seu espòs i fill, per jurar-li respecte i pregar-li que no assassinés l'únic fill descendent amb vida que li quedava, que era Vito. Don Ciccio no va acceptar les súpliques de la vídua, argumentat que quan Vito creixés i s'enfortís aniria a venjar-se d'ell. Llavors, la Signora Andolini, en veure que Ciccio no tindria pietat amb el seu fill, plena de decisió va treure un ganivet, el va agafar per sorpresa per l'esquena posant-a al coll, a l'hora que li cridava al seu fill que corregués perquè pogués escapar dels sicaris del cap de la màfia. Ciccio va aconseguir miraculosament escapar de l'intent d'homicidi de la Signora Andolini, però els seus guardaespatlles van disparar fatídicament a la dona. Finalment, Vito va sortir corrent espantat i va aconseguir fugir de la persecució dels mafiosos.

### Migració a Amèrica
Després d'haver escapat amb èxit de la residència de Don Ciccio es va amagar a la casa dels seus veïns, els quals el van ocultar als seus perseguidors. Els homes de Ciccio van iniciar una profunda recerca al poble per trobar-lo i van anunciar als habitants que qui amagués a l'infant tindria greus problemes. Els protectors de l'infant veient el seu perill imminent no van tenir més remei que buscar la manera que Vito sortís de Sicília i va ser així com el seu veí el va escortar fins a un port perquè embarqués en un vaixell amb rumb als Estats Units. Vito va viatjar sol a Amèrica, amb les mans buides, i amb el trist record de la desgràcia esdevinguda a la seva família.
Quan el jove Vito va arribar als Estats Units, una empresa encarregada de supervisar als immigrants que venien d'altres països el va allotjar en quarantena a l'illa Ellis, a Nova York, a causa que patia de pigota i altres malalties. Tot seguit va passar pel registre d'immigrants i segons la novel·la Vito va canviar intencionadament el seu cognom de Andolini a Corleone per mantenir un record del seu lloc d'origen. Per contra, en la pel·lícula el cognom va ser substituït erròniament pel supervisor d'immigració. A partir d'aquest moment va iniciar una nova vida amb el nom de Vito Corleone i després de tres mesos de quarantena a l'illa va ser traslladat a la casa d'uns amics de la família. S'ha dit que la seva infància, especialment la seva immigració a Amèrica, comparteix nombrosos paral·lelismes amb la vida de Giuseppe Battista Balsamo, qui en la vida real va ser el primer cap de la màfia als Estats Units.

### Primers anys a Nova York
Segons la novel·la de Puzo, a Vito l'envien amb uns amics propers de la seva família, de cognom Abbandando, els quals estaven radicats a Nova York i tenien una drogueria com a negoci familiar. Els Abbandando vivien al barri Hell's Kitchen, situat al veïnat de Manhattan. Amb el transcurs de el temps Vito va aconseguir integrar-se a la seva nova llar, col·laborant en la botiga com un empleat més, i arribant a considerar el senyor Abbandando com un pare. Allí va tenir l'oportunitat de conèixer al seu gran amic, Genco Abbandando, fill de l'amo de la botiga de queviures, i que amb el pas el temps es va convertir en el seu germà honorari i en el seu conseller personal (en italià Consigliere). anys després, el lloc de mà dreta de Genco seria reemplaçat per Tom Hagen, el fill adoptiu de Don Corleone.

### Assassinat de Fanucci
En 1910 va contreure matrimoni amb una jove immigrant procedent de Sicília anomenada Carmella, però l'estat econòmic en què es trobaven els dos no els va permetre celebrar la cerimònia. Alguns anys després els nuvis van tenir el seu primer fill anomenat Santino Corleone. Segons la novel·la el naixement va tenir lloc dos anys després del casament, no obstant la data indicada en la trilogia de pel·lícules és 1916, sis anys més tard. Posteriorment va néixer el segon fill anomenat Fredo Corleone, qui als pocs dies de néixer va patir una greu pneumònia, però finalment va aconseguir recuperar-se.
En aquesta època hi havia un home poderós d'origen italià que vivia a Hell 's Kitchen, conegut amb el nom de Don Fanucci, i se'n deia que pertanyia a una derivació de la màfia italiana anomenada Mà Negra. Habitualment es dedicava a extorquir els comerços de la zona, amenaçant als seus respectius propietaris i prometent seguretat a canvi de diners. Una de les víctimes dels constants xantatges era el Senyor Abbandando, qui pagava una suma de diners per mantenir el seu negoci en funcionament. Un dia Fanucci va demanar al pare de Genco que li donés treball en el magatzem al seu nebot i aquest no va poder negar-se perquè sabia que posaria en perill el seu benestar. D'aquesta manera l'amo de la botiga es va veure obligat a acomiadar Vito causa que no tenia els suficients fons per pagar un sou a tres treballadors.
A partir d'aquest moment va començar a sentir odi cap a Fanucci i es va trobar en una complexa situació econòmica, a causa que estava aturat i havia d'alimentar a tota la seva família. Durant un temps va aconseguir un treball temporal en un ferrocarril regentat per irlandesos fins que un dia un jove anomenat Peter Clemenza es va presentar de sorpresa a casa i li va demanar que ocultés unes armes de foc a causa que havia estat detingut per la policia. Corleone no va dubtar i li va fer el favor al seu compatriota, obtenint l'agraïment del desconegut, el qual es dedicava a la venda de diferents productes obtinguts per mitjans il·legals. Quan Clemenza va recuperar la llibertat sabia que Vito es trobava en una situació desesperada i el va convidar a que s'integrés en els seus negocis il·lícits. Tots dos van entaular una bona amistat i Corleone es va unir a la societat comercial en la qual també participava un home anomenat Salvatore Tessio. El treball ofert pels seus compatriotes consistia a robar la mercaderia d'uns camions que transportaven vestits de seda, i després vendre-la a un majorista italià i a diversos consumidors en les seves respectives residències. D'aquesta manera Vito es va iniciar en la vida oportunista i simplista del carrer, actuant com un ingenu espectador de les accions delictives dels seus socis.
El negoci era rendible, fet que va cridar l'atenció de Fanucci, qui no va trigar a exigir als membres de la banda que contribuïssin i compartissin els beneficis comercials amb ell. Al principi els tres integrants van pensar en compartir els guanys i així evitar les amenaces, però en última instància Vito va desistir la idea de pagar una quantiosa suma de diners. Conseqüentment Corleone va idear un pla i va decidir mantenir-lo en secret, l'únic que va manifestar als seus companys va ser que no es preocupessin per ell, que resoldria el problema amb Fanucci. A més va demanar als seus col·laboradors que li lliuressin 50 dòlars cadascun per complir el tracte, encara que la quantitat estipulada pel mafiós era més gran. Vito només va revelar a Tessio i a Clemenza que es reuniria amb el susdit i que "enraonaria"; fins a arribar a un acord. Segons la novel·la de Puzo, cada vegada que Vito emprava la paraula raonar en les seves discussions, volia dir que aquest era el seu últim avís per resoldre algun assumpte, i en certs casos també era l'anunci d'un futur vessament de sang. Per tant, Corleone en la seva ment, havia planificat assassinar l'extorsionador per acabar finalment amb les injustícies que patien els seus compatriotes. Va aprofitar la festivitat de Sant Gennaro per reunir-se amb Fanucci en una cafeteria i li va oferir els 100 dòlars. L'extorsionador, es va emprenyar perquè volia que li'n paguessin 200, però finalment es va conformar amb l'oferta, i va abandonar l'establiment amb aire triomfant. Seguidament, Vito va pujar per les teulades del veïnat, per evitar ser vist per testimonis, i es va bellugar fins a l'edifici on residia Fanucci. Corleone va accedir a vestíbul de la residència del mafiós, i quan aquest va obrir la porta, el va sorprendre i li va disparar tres vegades. Una vegada que Fanucci havia mort, es va acostar al cos immòbil, li va treure la cartera i va fugir de l'escena dels fets. Després es va desfer de l'arma de foc introduint-la en un dels respiradors de la teulada, i va recuperar els 100 dòlars que abans li havia lliurat a la seva víctima. A partir d'aquest succés, es va convertir en l'heroi de la comunitat, i en la persona a la qual acudien tots els veïns quan tenien algun problema. D'aquesta manera, als 26 anys es va transformar en el Don i en El padrí. Alguns crítics de literatura han dit, que «l'assassinat de Fanucci es va convertir en un bé necessari per a la supervivència de la família Corleone, així com per al benestar del veïnat i al capdavall per a la justícia».

### Negoci amb l'oli d'oliva
El 1925 va crear una empresa d'importació d'oli d'oliva de Corleone, amb la marca Genco Pura d'acord amb la novel·la, i Genco Olive Oil a la pel·lícula; juntament amb els seus socis Genco, Tessio i Clemenza. Corleone havia invertit la major part del capital monetari per a aquesta nova aventura comercial; però, el seu caràcter modest no va permetre que l'oli portés el seu nom. Genco es va encarregar de l'emmagatzematge dels productes a l'antic establiment del seu pare, mentre que Tessio i Clemenza es van responsabilitzar de la venda de l'oli. El Don tenia com a meta establir un monopoli i així controlar tota la demanda d'oli d'oliva als Estats Units, desplaçant a la competència de mercat. Un dels mètodes que va utilitzar per aconseguir el seu propòsit, va ser reduir fins al mínim el preu de venda de l'oli, tot i que la qualitat d'aquest no fos prou competitiva. No obstant això, no va aconseguir el seu propòsit utilitzant la metodologia de màrqueting i va recórrer a l'ús de la força. Segons Coppola, «el fet que Vito vengués oli no va ser el factor que va causar que el seu estatus prosperés; la seva situació va millorar a causa de la virtut del seu benvolent despotisme dirigit cap als immigrants més febles». Per poder exportar oli d'oliva de Corleone, necessitava el consentiment de el cap local, que no era altre que l'assassí de la seva família, Don Ciccio.

### La venjança de Vito
Vito va viatjar en 1927 a al poble de Corleone, la seva terra natal, en companyia de la seva esposa Carmella i els seus fills, Santino, Frederico, Constanzia i Michael. A més el va acompanyar Don Tommasino, que era un amic proper a la família, d'origen sicilià i pertanyent a la màfia. La suposada finalitat del viatge era reunir-se amb el cap de la regió, millor conegut com a Don Ciccio, i rebre la seva benedicció i permís per poder exportar oli d'oliva als Estats Units. No obstant això, el veritable motiu que Vito tenia en ment i desconegut pels altres era assassinar al botxí dels seus pares i del seu germà gran.
Tommasino va concertar una cita perquè s'entrevistés amb l'ancià Ciccio en la seva residència, amb l'excusa que li donés l'aprovació del seu negoci. El cap local no sabia que el jove que tenia davant era el fill menor dels Andolini, de fet ja l'havia donat per mort. Vito es va acostar al mafiós i li va dir la següent frase: "El nom del meu pare era Antonio Andolini ... I això és per a tu!". Immediatament el patriarca de la família Corleone va treure un ganivet i el va apunyalar al pit. Segons els crítics de cinema, "el crim va ser comès amb despietada premeditació, il·lustrant el costat salvatge de la seva naturalesa, la qual s'amaga sota una façana civilitzada i encantadora que conrea constantment". Així mateix Coppola ha dit que, "aquesta acció demostra que a la màfia italiana no existeix concepció de culpa, únicament venjança". Després del violent succés, es va venjar també dels matons que en el passat es van encarregar de complir les ordres de Ciccio, però en l'intercanvi de bales, Tommasino va rebre un tret en una cama. El padrí va fugir cap a un cotxe i va ajudar al seu soci, que es trobava en estat greu, a escapar de l'escena del crim. A partir de l'esdeveniment Tommasino va quedar paralitzat i postrat en una cadira de rodes.

### Crim organitzat
Anys després, es va iniciar la Gran Depressió, i es va establir la Llei seca, la qual prohibia la venda de begudes alcohòliques en els Estats Units. L'objectiu d'aquesta nova mesura governamental era reduir l'alcoholisme en la població, millorar la productivitat dels treballadors, i promoure l'adaptació o americanització dels immigrants. Alguns contrabandistes d'alcohol van contactar amb Vito perquè els facilités uns camions de distribució a canvi d'una gran suma de diners, i ell va acceptar la proposta sota certes amenaces, reduint així les seves activitats comercials amb l'oli. Posteriorment, Corleone es va venjar dels xantatges dels seus socis contrabandistes, i va començar a dirigir la distribució de licor als Estats Units, subornant polítics, funcionaris estatals, i policies. D'aquesta manera, Vito Corleone va donar forma a una de les principals bandes del "crim organitzat" el 1930, l'eix central era la família Corleone i on va establir un rang de poders entre els seus col·laboradors.
Genco Abbandando es va convertir en el seu consigliere, que significava conseller, i s'encarregava dels assumptes de finances i altres. A més, per aconseguir una millor administració del seu imperi de corrupció, Vito va nomenar a Tessio i a Clemenza com caporegimes que és un títol equivalent a un capità encarregat de recollir els diners d'un nombre específic de treballadors o soldats, i segons la jerarquia de poders de la màfia aquesta posició es troba en un nivell inferior al càrrec de consigliere. Tessio es va encarregar de districte de Brooklyn, mentre que a Clemenza se li va comissionar la vigilància del Bronx. Finalment, el seu fill Sonny va rebre el títol de sotscap o sottocapo, que significa que és el segon al comandament de la banda, i era el suposat successor del cap (o en italià capofamiglia).
En aquesta època la gent que treballava per a Vito va començar a denominar-sota el títol de Don i de Padrí, que era un sinònim de respecte i admiració. Les persones del veïnat "acudien a ell a la recerca d'ajuda. Li sol·licitaven de tot: recuperar la pau conjugal, trobar una feina per als seus fills, treure a algú de la presó, obtenir un petit préstec, intercedir davant propietaris que demanaven lloguers molt alts i llogaters sense feina".  El Don acceptava totes les comandes dels seus protegits, assegurant el futur i l'èxit de la seva organització criminal.
No obstant això, la llei de prohibició de consum de licor va ser abolida en 1933, afectant els guanys de la família Corleone. El padrí es va veure obligat a estendre els seus negocis i va decidir enfocar-se en l'administració de les apostes il·legals, la usura, la prostitució, el joc, els sindicats laborals, la loteria il·legal al barri de Harlem, entre d'altres. Per aconseguir aquest propòsit es va contactar amb el recol·lector i cap d'aquestes activitats, que era un home anomenat Salvatore Maranzano, i li va proposar dividir els guanys a canvi de protecció i la seva influència en els tribunals, però aquest es va negar. Aquest succés va causar una guerra entre els dos líders més importants de l'hampa a Nova York i finalment Maranzano va ser assassinat per Tessio. Vito va sortir triomfant i els Corleone es van transformar en una de les famílies mafioses més riques i poderoses. Amb el pas el temps l'imperi de Vito aconseguir el seu auge i la família es va traslladar a una residència més luxosa, situada a Long Island. A la vida real Salvatore Maranzano va ser membre del crim organitzat i un dels primers caps de la societat mafiosa Cosa Nostra a principis de segle XX als Estats Units.

### Intent d'assassinat
L'agost de 1945 es va celebrar el casament de la filla de Vito, Constanzia Corleone, i durant la festivitat nombrosos cercles pròxims a la família, seguint el costum, van aprofitar l'ocasió per saludar el Padrí i demanar-li favors. Aquest mateix dia el seu amic de sempre, Genco Abbandando, va morir a causa d'un càncer i l'advocat Tom Hagen, qui era fill adoptiu del Don, va ser triat com successor del càrrec de consigliere dels Corleone. D'aquesta manera, Vito va trencar la tradició de la màfia italiana de seleccionar únicament com a consellers a individus d'origen sicilià, ja que Tom, tenia ascendència germano-irlandesa. El fet que el nou consigliere no posseïa sang italiana va generar algunes reaccions negatives entre els membres de les cinc famílies de la màfia de Nova York i alguns dels seguidors del padrí, tot i que Hagen havia adoptat els costums i els codis morals sicilians. Dies després de les noces de Connie, Virgil "El Turc" Sollozzo, un narcotraficant que treballava per a la família Tattaglia, va plantejar a Don Corleone una nova proposta comercial relacionada amb el tràfic de drogues, i a més va demanar que se li donés protecció policial i política, perquè pogués dirigir les activitats il·legals sense cap inconvenient. Vito es va negar, argumentant que les drogues eren un negoci brut i perillós, perquè podia causar la pèrdua definitiva de tots els contactes polítics que havia conreat a través dels anys. Sollozzo es va sentir ofès, i d'altra banda el cap dels Tattaglia, a el veure que no aconseguiria efectuar els negocis amb Corleone, va ordenar a dos dels seus homes que l'assassinessin. Vito va ser atacat mentre sortia de la seva empresa Genco Olive Oil, i va rebre cinc trets per l'esquena, però cap d'ells va arribar a donar-li en alguna zona vital de el cos. Afortunadament no va morir, però el van deixar en estat greu. Cal esmentar, que en el moment de l'agressió, Vito es trobava sense guardaespatlles, pel fet que el traïdor Paulie Gatto s'havia absentat per una suposada malaltia, quedant únicament en companyia del seu fill Fredo. No obstant això, en l'instant dels fets, Fredo no va poder reaccionar i defensar al seu progenitor dels atacants, quedant en un estat de paralització i commoció, fins al punt que després de la transgressió va romandre plorant en la vorera. Aquest succés va demostrar la seva incapacitat per utilitzar armes i enfrontar situacions d'extrema tensió. Segons Coppola, a diferència de la novel·la, l'escena de l'atemptat contra Vito està basada en l'assassinat del mafiós Frank Scalice ocorregut en 1957. A la vida real, Scalice va ser partidari de Salvatore Maranzano en la guerra dels Castellammarenses i va ser disparat fatídicament en la gola mentre comprava fruites en un establiment comercial del Bronx.

### Conseqüències de l'atemptat
L'atemptat contra Vito va provocar que el seu fill Sonny passés a ser l'encarregat de dirigir els assumptes familiars, fins que el seu pare es recuperés. Més tard, es va saber que la persona que va denunciar al Padrí davant els seus enemics, va ser Paulie Gatto, un soldati de la família Corleone. Seguidament, per ordres de Sonny, Clemenza va enviar al seu subaltern Rocco Lampone, a assassinar al deslleial Paulie, provocant una guerra de bandes entre les famílies Corleone i Tattaglia. Michael es va dirigir a veure el seu pare a l'hospital, i es va adonar que no hi havia ningú acompanyant Vito, i que aquest estava sol, corrent perill de ser assassinat pels Tattaglia. Michael va deduir que el corrupte capità McCluskey havia buidat tota la zona perquè els matons de Sollozzo tinguessin el pas lliure per matar el seu pare. Adonant-se que el seu pare està en perill, Michael i una infermera traslladen Vito a una altra habitació. Michael afirma la seva lleialtat a la vora del llit de Vito. Quan es va assabentar del succés de l'hospital, Sonny es va enfurismar i va assassinar el "subcap" dels Tattaglia, Bruno Tattaglia, ocasionant un major enfrontament. Igualment, Michael, el fill per qui Don Vito sentia més afecte i per a qui tenia plans diferents, va decidir que el seu deure moral era matar Sollozzo i a McCluskey. Després de cometre els crims, es va veure obligat a absentar-se per un temps, i anar-se'n a Corleone, el poble natal del seu pare. Els erudits de l'obra de Puzo, han establert un paral·lelisme entre Michael i el napolità Vito Genovese, el qual era un membre de la màfia. Les similituds radiquen que Genovese també va fugir a Itàlia, per la seva relació amb un crim, i després va tornar per exercir com a capo de la família homònima.
Mentrestant als Estats Units, la família de Vito va passar per un dels seus pitjors moments, ja que no només van continuar en guerra amb els Tattaglia, sinó amb la resta de les famílies que s'havien aliat entre si. El Don va retornar a casa seva, i va tenir a la premsa pendent de la seva recuperació. Malgrat el seu delicat estat de salut, i contrari a les recomanacions del seu metge personal, Vito es va reunir amb Sonny, Tom, Tessio i Clemenza. Durant el consell de guerra, se li va comentar que Bruno Tattaglia havia estat assassinat i va sentir contrarietat pel succés. També, va saber que Fredo havia estat enviat a les Vegas perquè analitzés la compra d'un Hotel-Casino, i pogués estendre el negoci familiar. No obstant això, la notícia que més va afectar i va entristir al Padrí, va ser quan es va assabentar que el seu fill Michael havia assassinat a Sollozzo i a McCluskey. Després d'haver vist l'efecte negatiu que li van causar les notícies recents, Sonny va decidir aïllar el seu pare dels negocis, fins que es recuperés completament de les ferides, i pogués restablir-se novament a les seves activitats. Les lesions sofertes no li van permetre dirigir la família durant tres anys.
Vito sempre havia desitjat que el seu fill menor redimís la reputació de la família i estigués allunyat dels negocis corruptes, ja que desitjava un millor futur per a ell. Fins i tot, havia somiat en què Michael es convertís algun dia en metge, professor, senador, o que mantingués algun càrrec polític respectable.
Però ara no hi havia marxa enrere, el seu fill s'havia involucrat profundament en els foscos assumptes de la família.

### Mort de Sonny
Després del tiroteig contra El padrí, Sonny Corleone va assumir la conducció dels negocis familiars mentre el seu pare estava hospitalitzat. En aquesta època, la guerra de les cinc famílies va iniciar nombroses matances que van afectar cadascun dels imperis criminals econòmica i moralment. Un dels afectats va ser Carlo Rizzi, el gendre del Don, a causa que el seu negoci d'apostes va haver de ser tancat. Sonny era tàctic però no tenia l'habilitat estratègica del seu pare. Sonny, fill gran del padrí, va suposar que quan el seu pare es recuperés, reconeixeria totes les tasques que havia fet per la família i conseqüentment podria ser considerat com un pretendent al càrrec de Don, el qual no era hereditari. No obstant això, les cinc famílies estaven cansades de la costosa guerra, i van decidir buscar la manera d'assassinar Sonny, ja que el fill gran del padrí no era raonable.
Sonny mai havia suportat que Carlo Rizzi maltractés físicament Connie, i la seva fúria era tan enèrgica que havia decidit millor no trobar-se amb el susdit, perquè sabia que perdria els estreps. En una ocasió, Sonny va viatjar cap a la ciutat i va descobrir a la seva germana amb diversos cops, la situació el va enfellonir i ràpidament va buscar al seu cunyat per tombar-lo de tos a punyades. Aquest fet, va permetre que uns informants dels Tataglia determinessin el patró de comportament de Sonny i utilitzessin aquesta informació per venjar-se dels Corleone quan tinguessin oportunitat. Així, van tramar amb Rizzi un pla per provocar la ira de Sonny, de tal manera que el més gran dels fills de Vito sortís sense escorta de la seva residència i poguessin assassinar-lo. Seguidament, Rizzi va pegar a la seva dona, i aquesta va telefonar a casa de la seva mare on va parlar amb Sonny. En saber què havia passat, va sortir de la seva residència enfurismat i sense escorta cap a la casa de la seva germana. En el trajecte es va aturar en una caseta de peatge on els seus enemics el van sorprendre en una emboscada i el van cosir a trets de bales.Tom Hagen es va veure en el deure de donar la trista notícia a Vito, el qual sorprenentment aquella nit s'havia aixecat per primera vegada de la seva estança des que havia estat ferit. A partir del fet fatídic, el padrí va reprendre la direcció de la seva família, i va ordenar que no es realitzessin investigacions concernents a la mort del seu fill perquè no hi hagués cap tipus de venjança. Després del funeral de Sonny i totes les formalitats del dol, el Cap va encomanar a Hagen que contactés amb Emilio Barzini, el segon cap més important de la màfia als Estats Units, i li va ordenar que acordés una reunió amb els líders de totes les famílies. Aquesta va tenir lloc a la sala de juntes d'un banc de Manhattan, que era presidit per un amic proper dels Corleone.

### Reunió amb les cinc famílies
A la reunió van assistir-hi els Barzini, els Tattaglia, els Stracci, els Cuneo, i la família Corleone. Vito va renunciar a qualsevol tipus de venjança (en italià, Vendetta) relacionada amb la mort del seu fill, ja que en aquell moment era com si hagués perdut a tots els seus fills: Michael exiliat, Sonny mort i Alfredo inútil. Conseqüentment buscava pactar un acord amb les famílies perquè no existís cap represàlia contra el seu fill Michael, i perquè aquest pogués tornar a Nova York. A més va sol·licitar que s'acabés la guerra entre famílies i s'establís la pau. D'una forma subtil va donar una lleugera acceptació a les operacions referents a la droga, i va manifestar que acceptava tot això per raones egoistes, amb el simple propòsit de portar a Michael de tornada del seu exili a Sicília. Seguidament, El Padrí va pronunciar un dels seus famosos discursos:
| « | Però vull que sàpiguen que entre els meus defectes s'explica el de ser un home supersticiós. És ridícul, ho sé, però no puc evitar-ho. I si el meu fill menor patira algun desgraciat contratemps, si cap policia el matés accidentalment, si el trobaren penjat a la seva cel·la, si aparegueren nous testimonis de càrrec, la meua superstició em faria creure que això hauria estat causa de la mala voluntat d'algun o alguns dels ací presents. Vull dir-los més; si el meu fill resulta ferit de mort per un llamp, culparé d'això als aquí reunits; si el seu avió cau a la mar o el seu vaixell s'enfonsa en les profunditats de l'oceà, si contreu unes febres mortals o el seu automòbil és atropellat per un tren, la meua ridícula superstició em farà creure que la culpa la tenen vostès. Senyors, aquesta mala voluntat, aquesta mala sort, no podria perdonar-la mai. A part d'això els juro per l'ànima dels meus nets que mai trencaré la pau que hem acordat. | » |

Quan va concloure el discurs va arreglar totes les seves diferències amb Philip Tattaglia, el cap d'aquesta família, i tots dos es van abraçar. Vito va prometre col·laborar i així va ser com va formar una treva entre les cinc famílies de la màfia novaiorquesa. Després que la reunió va acabar, El padrí va deduir que havia estat la família Barzini la culpable de la mort del seu fill, tot i que encara tinguessin rivalitat amb els Tattaglia.
Posteriorment, El padrí es va ajuntar amb Hagen, Clemenza i Tessio per discutir sobre els acords realitzats amb les cinc famílies de Nova York en la seva residència. Vito va manifestar que les famílies no eren de fiar, però que de tota manera havien de mantenir la pau, fins que Michael tornés sense cap problema als Estats Units. A més els va demanar que no indagaren més sobre la mort de Sonny, ja que això no solucionaria les dificultats. Així mateix els va dir que desitjava comprar els terrenys veïns a la seva propietat i construir una fortalesa, per allunyar-se de la ciutat i dedicar-se a elaborar vi i a la cura del seu hort. Els va indicar que de mica en mica s'allunyaria dels assumptes de la família, i els encomanaria certes activitats a cada un, però que allò principal era portar de tornada al seu fill de Sicília, ja que corria perill pel fet que el poder de Barzini s'estenia fins aquestes terres. Confirmant les sospites, van passar uns mesos i Barzini no va complir amb el pacte, havia planificat un atemptat contra Michael a Sicília, en el qual va morir la seva esposa Apollonia.

### Michael succeeix a Vito com Padrí
Segons la novel·la, Vito va esperar més d'un any perquè Michael pogués tornar a Nova York, fins que es va assabentar que un dels fills de la família de mafiosos Bocchicchio, anomenat Fèlix, havia comès un assassinat i anava a ser executat a la cadira elèctrica deixant als seus fills i esposa sense la seva empara i protecció. El padrí, havia estat contactat pels Bocchicchio perquè intentés suspendre la sentència de pena de mort, però el Don havia manifestat que això era impossible. No obstant, els va proposar que ajudaria financerament a la vídua i fills, si Félix declarava davant els jutges que havia estat l'assassí de Sollozzo i McCluskey. Félix i la seva família van acceptar la proposta de Don Corleone, permetent que Michael retornés als Estats Units i fos exonerat de qualsevol càrrec criminal.
Quan Michael Corleone va tornar de Sicília, El padrí va col·locar al seu fill com a soci i aprenent dels assumptes familiars per un període de tres anys. Durant aquest temps, Michael va aprendre l'administració, el funcionament, l'organització del negoci, i va contreure matrimoni amb la seva nòvia Kay Adams. A causa de la seva llarga experiència en el món de l'hampa, Vito va nomenar consigliere informal al seu fill. D'aquesta manera, Tom Hagen va ser rellevat del seu antic càrrec, i se li va demanar que únicament es dediqués als assumptes legals de la família.Durant aquest període el poder dels Corleone s'havia afeblit; les altres famílies havien perdut el respecte a Vito causa que aquest havia decidit no venjar la mort de Sonny. A més, els caporegimes tenien menys soldats i les seves zones de control estaven exposades a l'atac constant dels Tattaglia i els Barzini. El padrí no podia violar la seva promesa de mantenir la pau, per la qual cosa es trobava impedit d'atacar l'enemic. La solució més segura era desplaçar-se a una altra ciutat.
Michael va viatjar a Las Vegas amb Hagen i el seu guardaespatlles Albert Neri per assentar les bases d'un projecte de trasllat de la majoria de les operacions comercials de la família a aquesta ciutat, deixant de banda el negoci de l'oli d'oliva. Conseqüentment, es va entrevistar amb Moe Greene i li va proposar comprar-li totes les accions del seu hotel i casino; però, aquest es va negar rotundament a negociar. En el passat, Greene, havia rebut el capital necessari per part del Don perquè establís el seu hotel i casino. La negativa i les amenaces de Greene de vendre els seus negocis als Barzini, van determinar la seva sentència de mort, i és així que aquest mateix any va ser assassinat.
Una nit, Vito va convocar a Michael, a Hagen, a Rizzi, i als seus dos caporegimes, i va anunciar que es retirava dels negocis de la família. Alguns dels seus col·laboradors no es van sentir feliços amb la decisió del Don, pel fet que significava que Michael passaria a ser el nou Padrí. Immediatament Clemenza i Tessio van sol·licitar permís per retirar-se i poder formar les seves pròpies famílies, després que el Don s'hagués marxat. No obstant això, Michael els va demanar que romanguessin durant un any sota el seu comandament (en la pel·lícula esmenta sis mesos, temps que trigaria la mudança de la família a la ciutat de Nevada), i els va dir que després que el temps transcorregués, tindrien la llibertat de fer el que desitgessin. Posteriorment, Albert Neri i Rocco Lampone van ser elegits com caporegimes de Michael. També es va considerar a Willi Cicci per a la posició però es va optar per la planificada banda de Clemenza.

### Defunció
Vito Corleone va morir l'any 1955, a l'edat de 62 anys, per causes naturals. D'acord amb la novel·la, a l'hora de la seva mort es trobava al jardí de la seva residència i li va donar un atac cardíac; va morir en braços del seu fill Michael. Tanmateix en la pel·lícula, el padrí estava jugant amb el seu net a l'hort, i de sobte es va ensorrar. Després se li va retre un homenatge en el seu funeral, per acomiadar el gran home de família i de negocis que havia estat durant la seva vida.
Dies abans de morir li va dir a Michael que Barzini l'intentaria matar sota l'excusa d'una trobada organitzada per arreglar les coses, i que aquest faria servir un membre fiable de la família Corleone com a intermediari. Al funeral, Tessio li va dir a Michael que organitzaria una trobada en el seu territori de Brooklyn, on estaria presumiblement segur. Així es va delatar com al traïdor. Michael es va anticipar a tot això i va fer que matessin Tessio i Carlo Rizzi, un altre conspirador abans que dugueren a terme el seu pla. Després va ordenar als seus homes que matessin Barzini i a Tattaglia, venjant així al seu pare i al seu germà.
En un cop, la família Corleone recupera la seva condició d'organització criminal més poderosa del país.
A partir de la mort del seu pare, Michael va tractar de legitimar tots els negocis de la família per mitjà de la seva inversió en els casinos de Las Vegas. A la fi, el nou Don confirma ser més maligne en els seus actes violents del que va ser Vito quan vivia, allunyant-se dels valors familiars que el seu pare li havia inculcat.

## Família
Vito va contreure matrimoni en 1910 amb una immigrant anomenada Carmella Corleone i van tenir quatre fills: Sonny, Fredo, Connie i Michael. A part d'aquests la parella va adoptar un nen que va ser trobat per Sonny al carrer, el qual el van batejar com Tom Hagen. En el transcurs de la història Don Corleone sempre anteposa a la seva família per davant de tot, ja que ell mai no va tenir família en la seva infantesa.
La família de Vito Corleone funciona de la mateixa manera que el seu imperi mafiós: tots dos operen a través d'un patriarca i tots els negocis il·legítims estan estructurats i governats pels respectius descendents. El padrí exerceix com a gerent de cadascuna de les seves empreses familiars, seguint un sistema tradicional de patronatge i protecció, en què els llaços familiars ajuden a obtenir i assegurar el poder. Un dels principis consisteix a mantenir la família unida i qualsevol intent individual d'abandonar el nucli afectaria a tots els membres d'aquesta. Per a la supervivència del clan es manté una moral antiga que evita assimilar noves ideologies. Alguns crítics han manifestat que "la família Corleone i la màfia funcionen en tàndem". Un dels preceptes seguits fidelment per salvaguardar el seu imperi d'intrusos és: Mantingues a prop als teus amics, però encara més a prop als teus enemics. Així mateix, procura sempre mantenir els seus pensaments en secret, aconseguint que cap individu fora de la família conegui els seus plans futurs per així perpetuar el seu domini.
El Don professa la lleialtat, els valors familiars, l'amistat, el masclisme arrelat i el codi de silenci. Convertit en justicier de les masses, a ell acudeixen les persones quan el sistema de lleis del "Nou Món" (Estats Units) falla. Segons Hagen, «era un patró comú veure al Don ajudant a les persones en desgràcia, una desgràcia que ell en certa manera havia causat». Fins i tot arriba a ser considerat com un semidéu per alguns dels seus seguidors: quan el seu amic Genco està agonitzant li demana que intercedeixi en els assumptes transcendentals de la mort, i que advoqui per la seva salvació davant Déu.
En la recerca de Vito per expandir el seu poder i protegir els seus dependents, governava a través del nepotisme o la preferència de reclutar els seus col·laboradors de la seva pròpia família. La funció de cada un dels seus fills i familiars en la màfia era la següent:
- Carmella: és l'esposa i la matriarca de la família, representa la dona ideal causa de la seva obediència i modèstia.[59]
- Tom Hagen: és el fill adoptat de Vito que hereta la posició de "Consigliere" en el moment que Genco mor, convertint-se en l'assistent legal dels assumptes comercials de Vito.
- Santino «Sonny»: és el fill gran de Vito i maneja una de les tres divisions de negocis de la família. Les altres dues seccions de l'imperi de la màfia són dirigides pels compares i "caporegimes" del Do, Clemenza i Tessio.
- Fredo: és el segon fill de Vito i s'exerceix com a guardaespatlles i secretari.
- Michael: és l'últim fill home de Vito. Inicialment no té cap vincle amb els negocis de la família, però amb la mort del seu pare es converteix en Don. A més, Puzo, en la novel·la va utilitzar característiques mitològiques per descriure l'aspecte físic de Sonny i Fredo, a qui els va comparar amb el personatge de Cupido. No obstant això, Michael era l'únic fill de Vito que no tenia aquelles característiques de deïtat grega, ja que no estava governat per les seves emocions com el seu germà gran i tenia una força animal en comparació amb Fredo, convertint-se en la persona més idònia per exercir com a futur conductor dels negocis familiars.[56]

### Genealogia
Tot seguit es presenta un arbre genealògic amb els parents directes de Vito Corleone més rellevants.
Nota: No s'inclouen els respectius cónjuges de cadascun dels fills de Vito Corleone.

### Padrinatge
L'autoritat de Vito s'estenia sobre les vides dels seus compatriotes i col·laboradors propers, com és el cas de el cantant i actor Johnny Fontane. El vincle entre el padrí i el seu fillol Fontane era semblant a la relació de pare i fill, a causa que el retreia i l'aconsellava constantment. "Generalment, els padrins eren seleccionats fora del cercle consanguini, amb el propòsit d'establir un vincle semblant al què comparteixen els membres d'una família. La selecció d'un padrí s'establia mitjançant l'habilitat i el domini que aquest tingués per contribuir a la protecció i benestar de la família, causant que la decisió fora estratègica". a més s'esperava que El padrí contribuís a l'educació dels seus fillols, i en cas d'orfandat es convertís en el seu protector. D'aquesta manera, Fontane va acudir al seu Padrí el dia del casament de Connie, i li va sol·licitar ajuda per poder formar part del repartiment d'una de les pròximes produccions de Hollywood, després d'haver estat rebutjat per Jack Woltz, el director del film. L'enemistat entre l'actor i el productor de cinema havia sorgit després que Fontane sortís amb una de les properes conquestes sentimentals del seu cap. Vito va consentir la petició, tot i que Woltz exercia com a conseller del president dels Estats Units, i convèncer-lo seria complicat. No obstant això, per a Vito tots els assumptes eren simples negocis amb solució, i és així que va enviar a Hagen a Los Angeles perquè posara remei al problema i assegurés el triomf professional del seu fillol. Aparentment l'única manera de canviar el parer del cap de l'estudi va ser decapitar el seu cavall de carreres més preuat, Khartum, campió pel qual havia pagat una quantiosa suma de diner. Els homes de Vito maten el cavall de Woltz i col·loquen el cap seccionat al llit de Woltz mentre dorm com a darrer avís. Aquest fet es va convertir en una prova del poder que exercia Corleone sobre les altres persones. Segons Coppola, «la imatge del cavall decapitat va causar un major efecte d'ira en l'audiència que la mort dels éssers humans al llarg de la trama».
Cal destacar, que segons alguns crítics, el personatge de Fontane té diversos paral·lelismes amb Frank Sinatra. No obstant això, en la pel·lícula el paper de Fontane va ser minimitzat, a contra de la novel·la de Puzo. Coppola havia pres aquesta decisió a causa de la seva propera amistat amb Sinatra, i perquè no li agradava la idea de novel·lar i aprofitar la vida d'una persona de carn i os. Coppola va manifestar que, «Sinatra es va mostrar molt agraït i fins i tot em va demanar que li deixés exercir el paper de Vito Corleone».

## Influència en la cultura popular
Vito Corleone s'ha transformat amb el temps en el prototip del típic gàngster i, a més, s'ha convertit en la font de creació d'altres personatges. Així mateix, és usat com a punt de referència en comparacions amb altres protagonistes d'històries similars. Segons diversos erudits de la cultura americana, Vito, estableix la premissa que «el gàngster és un home de negocis independent que viu la seva versió del somni americà». El personatge principal de la pel·lícula Scarface de 1983, anomenat Tony Montana, comparteix moltes semblances amb el jove Vito, com la seva fugida de la tirania de la seva pàtria amb el propòsit de complir el seu somni americà i el fet que obté el poder ràpidament. No obstant això, les metes de Montana estan allunyades de la idea de preservar la família. De la mateixa manera, jocs de vídeo com Grand Theft Auto IV utilitzen referències de Corleone en el desenvolupament de la vida del seu protagonista, Niko Bellic, i és representat com el forà que té el desig d'iniciar una nova vida a la terra de la llibertat, amb una nova i moderna interpretació del somni americà. No obstant això, la més clara referència de Vito a la televisió és el personatge de Tony Soprano, pertanyent a la sèrie de televisió The Sopranos, i que, igual que Corleone, és ric i un poderós membre de el crim organitzat.
Certs crítics han expressat que la màfia ha estat el vehicle perfecte per a la consideració dels valors i de la cultura americana. Coppola, en una entrevista, va dir: «Jo sento que la màfia és una increïble metàfora d'aquest país. Tots dos, Amèrica i la màfia, tenen les seves arrels a Europa, tant Amèrica com la màfia senten que són organitzacions de benevolència. Les dues posseeixen les seves mans tacades de sang, a causa de la necessitat de protegir el seu poder i els seus interessos. Tots dos són un fenomen capitalista i bàsicament tenen un motiu de profit ».